# Neozvenella hildebrandti
Neozvenella hildebrandti är en insektsart som beskrevs av Andrej Vasiljevitj Gorochov 2004. Neozvenella hildebrandti ingår i släktet Neozvenella och familjen syrsor. Inga underarter finns listade i Catalogue of Life.